# Nikola Korabow
Nikola Atanassow Korabow (bulgarisch Никола Атанасов Корабов; * 7. Dezember 1928 in Russe, Bulgarien; † 10. November 2016) war ein bulgarischer Filmregisseur, Drehbuchautor und Schauspieler.

## Leben
Nikola Korabow schloss 1956 sein Schauspielstudium am Gerassimow-Institut für Kinematographie in Moskau ab. Sein Abschlussfilm war das Drama Dimitrowgradzi, mit Iwan Dimow und Georgi Kalojantschew in den Hauptrollen. Sein erster international vertriebener Film war der Liebesfilm Die Kleine von 1959. Mit Tabak nahm er an  den Internationalen Filmfestspielen von Cannes 1963 und mit Reise im Zorn am 7. Internationalen Filmfestival Moskau teil.
Neben seiner Filmarbeit war er auch als Dozent für Schauspiel und Regie an der Nationalen Akademie für Theater- und Filmkunst „Krastjo Sarafow“ tätig.

## Filmografie (Auswahl)
- 1956: Dimitrowgradzi (Димитровградци)
- 1959: Die Kleine (Малката)
- 1962: Tabak (Тютюн)
- 1971: Reise im Zorn (Гневно пътуване)
- 1974: Iwan Kondarew (Иван Кондарев)
- 1978: Zwischen Zarenhof und Schlachtfeld (Юлия Вревская)
- 1983: Das Schicksal (Орисия)